# Aurora Reyes Flores
Aurora Reyes Flores (* 9. September 1908 in Hidalgo del Parral; † 26. April 1985 in Mexiko-Stadt) war eine mexikanische Künstlerin und die erste weibliche Vertreterin des mexikanischen Muralismo.

## Biografie
Reyes war die Tochter des Soldaten León Reyes und von Luisa Flores. Ihr Großvater war General Bernardo Reyes und ihr Onkel der Künstler Alfonso Reyes. Ihre Eltern suchten kurz nach Ausbruch der mexikanischen Revolution in Mexiko-Stadt in der Anonymität der Großstadt Unterschlupf vor der politischen Verfolgung. Nachdem sich die Situation im Land beruhigt hatte, besuchte sie im Alter von 13 Jahren die Escuela Nacional Preparatoria, später bis 1924 die Escuela Nacional de Bellas Artes und stellte 1925 erstmals in der Galería ARS aus. Sie heiratete den Journalisten Jorge Godoy, bekam von ihm 1926 ihren ersten Sohn Héctro und kurz nach der Trennung von ihrem Mann 1931 ihren zweiten Sohn Jorge. Seit 1927 unterrichtete sie auch Kunsterziehung an Schulen. Ab 1936 war sie Mitglied der Liga de Escritores y Artistas Revolucionarios und malte im gleichen Jahr am Centro Escolar Revolución ihr bekanntes erstes Wandbild „Atentado a los Maestros Rurales“. Zwischen 1960 und 1972 malte sie weitere vier Murales im Auditorium des 15. Mai des Sindicato Nacional de Trabajadores de la Educación Nacional (SNTE). Ihr sechstes Wandbild malte sie bis 1978 im alten „Hernán-Cortés“-Haus in der Delegation Coyoacán. Reyes war Mitglied der Partido Comunista Mexicano und der Confederación Nacional Campesina.